# Marcinowa Wola
Marcinowa Wola [pronunciación en polaco: /mart͡ɕiˈnɔva ˈvɔla/] (en alemán: Marczinawolla; 1929-45: Martinshagen) es un pueblo ubicado en el distrito administrativo de Gmina Miłki, dentro del Condado de Giżycko, Voivodato de Varmia y Masuria, en Polonia del norte. Se encuentra aproximadamente a 3 kilómetros al suroeste de Miłki, a 15 kilómetros al sureste de Giżycko, y a 90 kilómetros al este de la capital regional Olsztyn.
Antes de 1945, el área fue parte de Alemania (Prusia Oriental).